# 大家都有病
《大家都有病》是台湾漫画家朱德庸的四格漫畫作品。漫画主要讲述了现代年轻人负担着过多的压力，造成了各种各样的心理疾病。为了突出主题和搞笑，漫画描写了许多自杀的场面。台灣苹果日报副刊逢星期四至星期日刊出，也正在三联生活周刊上刊出。
本漫畫曾被中國導演田沁鑫改編成音樂劇，於2012年3月23日至25日在北京大学百周年纪念讲堂、2012年3月28日至4月1日於上海艺海剧院演出。